# Diamond (rapper)
Brittany Nicole Carpentero (Atlanta, 20 de maio de 1988), mais conhecida pelo seu nome artístico Diamond, é uma rapper americana e membra do grupo Crime Mob.

## Biografia

### Infância
Brittany Nicole Carpentero nasceu em Atlanta, Geórgia de uma mãe afro-americana e um pai porto-riquenho.

### Crime Mob, 2004–2007
Aos quinze anos de idade, Diamond se juntou ao grupo Crime Mob em 2004. Crime Mob primeiro chamou a atenção nacional em 2004 com o single "Knuck If You Buck", que foi certificado platina. Eles lançaram seu álbum de estréia Crime Mob (album) mais tarde naquele verão. Seu próximo single, "Rock Yo Hips", foi lançado em agosto de 2006 e foi seguido por um segundo álbum, Hated On Mostly, em março de 2007.

### Carreira solo, mixtapes, 2008-presente
Em novembro de 2007, Diamond deixou Crime Mob para seguir carreira solo. Em 2010, ela apareceu na versão remix de "My Chick Bad", de Ludacris, junto com Trina e Eve. Seu single de estréia "Lotta Money" foi lançado no verão de 2010; o vídeo do single incluí Gucci Mane. Em 2011, o Diamond lançou uma música com Waka Flocka chamada "Hit Dat Hoe", o vídeo foi lançado em agosto de 2011. Também em novembro de 2011 Diamond lançou seu single "Buy It All" no BET 106 & Park. Diamond foi nomeada para Best Female Hip Hop Artist no BET Awards de 2011. Diamond lançou seu novo single "Loose Screws" em 2012. Ela foi nomeada pela segunda vez para Best Female Hip-Hop Artist no BET Awards 2012.
Diamond lançou sua sétima mixtape "The Young Life" em 28 de agosto de 2012 com os singles "American Woman", com Verse Simmonds e "Love Like Mine", com Nikkiya.

### Influências
Diamond declarou que os artistas que influenciaram seu estilo musical foram Missy Elliott, Eve, Trina, Queen Latifah, Tupac Shakur.

## Discografia

### Mixtapes
- 2007: Bitch Musik
- 2008: Bitch Musik Vol. 2: Ms. Boojhetto
- 2009: P.M.S. (Pardon My Swag)
- 2010: Bitch Musik: Part Three
- 2010: Cocaine Waitress
- 2011: Bitch Musik 4: Poor Little Rich Gurl
- 2012: The Young Life